# Maison de Blois
Pour les articles homonymes, voir Blois (homonymie).
« Thibaldiens » redirige ici. Pour les autres significations, voir Maison de Champagne.
La maison de Blois, aussi nommée de Blois-Champagne, est une dynastie comtale et royale du Moyen Âge. Ses principaux membres ont donné des comtes au centre de la France (à Blois, Tours, Chartres, et Châteaudun) et en Champagne (à Troyes, de Meaux), des rois de Navarre, un roi de Jérusalem, un roi d'Angleterre et duc de Normandie ainsi que des comtes d'Aumale et de Boulogne. Maison fondée dans la première moitié du Xe siècle avec le lignage des Thibaldiens, issu des vicomtes Thibaud l'Ancien et le Tricheur, elle fut très puissante pendant une grande partie du Moyen Âge. Ses membres, souvent proches des souverains de France, d'Angleterre et d'Espagne, contrôlèrent pendant plusieurs siècles les comtés de Blois et de Champagne, ainsi que l’archevêché de Bourges, et sont parvenus à encercler le domaine royal des Capétiens, avant d'acquérir la couronne de Navarre.
La branche aînée prend fin officiellement en 1305 à la mort de la reine de France et de Navarre, Jeanne Ire, mais de nombreux autres descendants en ligne féminine ont perduré au sein de nombreuses familles de la noblesse européenne.

## Origine

### Fondateur de la dynastie: Thibaud l'Ancien
De sa création vers 940 à son absorption au sein du royaume de France en 1547, le comté de Blois a été exclusivement contrôlé par les descendants d'un même homme, Thibaud dit l'Ancien (né avant 890 – mort en 940), investi vicomte de Tours avant 909 par Robert Ier puis  vicomte de Blois avant 922,.
Leurs descendants, qui eurent régulièrement comme nom « Thibaud » ont su conserver et même agrandir leur influence pendant les quatre siècles qui suivirent ; c'est donc tout naturellement que les Thibaldiens représentent à eux seuls la maison de Blois.

## Arbre généalogique simplifié
| Légende |                                 |  |                |  |                  |
|         | Comte de Champagne (après 1022) |  | Roi de Navarre |  | Roi d’Angleterre |

|  |  |  |  |  |  |                          |                          |                          |                          |                            |                            |                            |                            |                                         |                                         |                                         |                                         |                                         |                                         |                                     |                                     |                                     |                                     |                                     |                                     | Thibaud l'Ancien († 940)              |                                    |                                    |                                    |                                      |                                      |                                      |                                      |                                      |                                      |                            |                            |                            |                            |                            |                            |                             |                             |                             |                             |                             |                             |                         |                         |                         |                         |          |          |          |          |  |  |  |  |  |  |                                  |                                  |                                  |                                  |                                  |                                  |  |  |  |  |  |  |                             |                             |                             |                             |                             |                             |
|  |  |  |  |  |  |                          |                          |                          |                          |                            |                            |                            |                            |                                         |                                         |                                         |                                         |                                         |                                         |                                     |                                     |                                     |                                     |                                     |                                     |                                       |                                    |                                    |                                    |                                      |                                      |                                      |                                      |                                      |                                      |                            |                            |                            |                            |                            |                            |                             |                             |                             |                             |                             |                             |                         |                         |                         |                         |          |          |          |          |  |  |  |  |  |  |                                  |                                  |                                  |                                  |                                  |                                  |  |  |  |  |  |  |                             |                             |                             |                             |                             |                             |
|  |  |  |  |  |  |                          |                          |                          |                          |                            |                            |                            |                            |                                         |                                         |                                         |                                         |                                         |                                         |                                     |                                     |                                     |                                     |                                     |                                     | Thibaud Ier le Tricheur (910 – † 977) |                                    |                                    |                                    |                                      |                                      |                                      |                                      |                                      |                                      |                            |                            |                            |                            |                            |                            |                             |                             |                             |                             |                             |                             |                         |                         |                         |                         |          |          |          |          |  |  |  |  |  |  |                                  |                                  |                                  |                                  |                                  |                                  |  |  |  |  |  |  |                             |                             |                             |                             |                             |                             |
|  |  |  |  |  |  |                          |                          |                          |                          |                            |                            |                            |                            |                                         |                                         |                                         |                                         |                                         |                                         |                                     |                                     |                                     |                                     |                                     |                                     |                                       |                                    |                                    |                                    |                                      |                                      |                                      |                                      |                                      |                                      |                            |                            |                            |                            |                            |                            |                             |                             |                             |                             |                             |                             |                         |                         |                         |                         |          |          |          |          |  |  |  |  |  |  |                                  |                                  |                                  |                                  |                                  |                                  |  |  |  |  |  |  |                             |                             |                             |                             |                             |                             |
|  |  |  |  |  |  |                          |                          |                          |                          |                            |                            |                            |                            |                                         |                                         |                                         |                                         |                                         |                                         |                                     |                                     |                                     |                                     |                                     |                                     |                                       |                                    |                                    |                                    |                                      |                                      |                                      |                                      |                                      |                                      |                            |                            |                            |                            |                            |                            |                             |                             |                             |                             |                             |                             |                         |                         |                         |                         |          |          |          |          |  |  |  |  |  |  |                                  |                                  |                                  |                                  |                                  |                                  |  |  |  |  |  |  |                             |                             |                             |                             |                             |                             |
|  |  |  |  |  |  |                          |                          |                          |                          |                            |                            |                            |                            |                                         |                                         |                                         |                                         |                                         |                                         |                                     |                                     | Thibaud le Jeune († 962)            | Thibaud le Jeune († 962)            | Thibaud le Jeune († 962)            | Thibaud le Jeune († 962)            | Thibaud le Jeune († 962)              | Thibaud le Jeune († 962)           |                                    |                                    | Eudes Ier (950 – † 996)              | Eudes Ier (950 – † 996)              | Eudes Ier (950 – † 996)              | Eudes Ier (950 – † 996)              | Eudes Ier (950 – † 996)              | Eudes Ier (950 – † 996)              |                            |                            |                            |                            |                            |                            |                             |                             |                             |                             |                             |                             |                         |                         |                         |                         |          |          |          |          |  |  |  |  |  |  |                                  |                                  |                                  |                                  |                                  |                                  |  |  |  |  |  |  |                             |                             |                             |                             |                             |                             |
|  |  |  |  |  |  |                          |                          |                          |                          |                            |                            |                            |                            |                                         |                                         |                                         |                                         |                                         |                                         |                                     |                                     | Thibaud le Jeune († 962)            | Thibaud le Jeune († 962)            | Thibaud le Jeune († 962)            | Thibaud le Jeune († 962)            | Thibaud le Jeune († 962)              | Thibaud le Jeune († 962)           |                                    |                                    | Eudes Ier (950 – † 996)              | Eudes Ier (950 – † 996)              | Eudes Ier (950 – † 996)              | Eudes Ier (950 – † 996)              | Eudes Ier (950 – † 996)              | Eudes Ier (950 – † 996)              |                            |                            |                            |                            |                            |                            |                             |                             |                             |                             |                             |                             |                         |                         |                         |                         |          |          |          |          |  |  |  |  |  |  |                                  |                                  |                                  |                                  |                                  |                                  |  |  |  |  |  |  |                             |                             |                             |                             |                             |                             |
|  |  |  |  |  |  |                          |                          |                          |                          |                            |                            |                            |                            |                                         |                                         |                                         |                                         |                                         |                                         |                                     |                                     |                                     |                                     |                                     |                                     |                                       |                                    |                                    |                                    |                                      |                                      |                                      |                                      |                                      |                                      |                            |                            |                            |                            |                            |                            |                             |                             |                             |                             |                             |                             |                         |                         |                         |                         |          |          |          |          |  |  |  |  |  |  |                                  |                                  |                                  |                                  |                                  |                                  |  |  |  |  |  |  |                             |                             |                             |                             |                             |                             |
|  |  |  |  |  |  |                          |                          |                          |                          |                            |                            |                            |                            |                                         |                                         |                                         |                                         |                                         |                                         |                                     |                                     |                                     |                                     |                                     |                                     |                                       |                                    |                                    |                                    |                                      |                                      |                                      |                                      |                                      |                                      |                            |                            | Vicomté                    |                            |                            |                            |                             |                             |                             |                             |                             |                             |                         |                         |                         |                         |          |          |          |          |  |  |  |  |  |  |                                  |                                  |                                  |                                  |                                  |                                  |  |  |  |  |  |  |                             |                             |                             |                             |                             |                             |
|  |  |  |  |  |  |                          |                          |                          |                          |                            |                            |                            |                            |                                         |                                         |                                         |                                         |                                         |                                         |                                     |                                     | Thibaut II (983 – † 1004)           | Thibaut II (983 – † 1004)           | Thibaut II (983 – † 1004)           | Thibaut II (983 – † 1004)           | Thibaut II (983 – † 1004)             | Thibaut II (983 – † 1004)          |                                    |                                    | Eudes II (985 – † 1037)              | Eudes II (985 – † 1037)              | Eudes II (985 – † 1037)              | Eudes II (985 – † 1037)              | Eudes II (985 – † 1037)              | Eudes II (985 – † 1037)              |                            |                            | Robert Ier († v.1114)      | Robert Ier († v.1114)      | Robert Ier († v.1114)      | Robert Ier († v.1114)      | Robert Ier († v.1114)       | Robert Ier († v.1114)       |                             |                             |                             |                             |                         |                         |                         |                         |          |          |          |          |  |  |  |  |  |  |                                  |                                  |                                  |                                  |                                  |                                  |  |  |  |  |  |  |                             |                             |                             |                             |                             |                             |
|  |  |  |  |  |  |                          |                          |                          |                          |                            |                            |                            |                            |                                         |                                         |                                         |                                         |                                         |                                         |                                     |                                     | Thibaut II (983 – † 1004)           | Thibaut II (983 – † 1004)           | Thibaut II (983 – † 1004)           | Thibaut II (983 – † 1004)           | Thibaut II (983 – † 1004)             | Thibaut II (983 – † 1004)          |                                    |                                    | Eudes II (985 – † 1037)              | Eudes II (985 – † 1037)              | Eudes II (985 – † 1037)              | Eudes II (985 – † 1037)              | Eudes II (985 – † 1037)              | Eudes II (985 – † 1037)              |                            |                            | Robert Ier († v.1114)      | Robert Ier († v.1114)      | Robert Ier († v.1114)      | Robert Ier († v.1114)      | Robert Ier († v.1114)       | Robert Ier († v.1114)       |                             |                             |                             |                             |                         |                         |                         |                         |          |          |          |          |  |  |  |  |  |  |                                  |                                  |                                  |                                  |                                  |                                  |  |  |  |  |  |  |                             |                             |                             |                             |                             |                             |
|  |  |  |  |  |  |                          |                          |                          |                          |                            |                            |                            |                            |                                         |                                         |                                         |                                         |                                         |                                         |                                     |                                     |                                     |                                     |                                     |                                     |                                       |                                    |                                    |                                    |                                      |                                      |                                      |                                      |                                      |                                      |                            |                            |                            |                            |                            |                            |                             |                             |                             |                             |                             |                             |                         |                         |                         |                         |          |          |          |          |  |  |  |  |  |  |                                  |                                  |                                  |                                  |                                  |                                  |  |  |  |  |  |  |                             |                             |                             |                             |                             |                             |
|  |  |  |  |  |  |                          |                          |                          |                          |                            |                            |                            |                            |                                         |                                         |                                         |                                         |                                         |                                         |                                     |                                     |                                     |                                     |                                     |                                     |                                       |                                    |                                    |                                    |                                      |                                      |                                      |                                      |                                      |                                      |                            |                            |                            |                            |                            |                            |                             |                             |                             |                             |                             |                             |                         |                         |                         |                         |          |          |          |          |  |  |  |  |  |  |                                  |                                  |                                  |                                  |                                  |                                  |  |  |  |  |  |  |                             |                             |                             |                             |                             |                             |
|  |  |  |  |  |  |                          |                          |                          |                          |                            |                            |                            |                            |                                         |                                         |                                         |                                         |                                         |                                         |                                     |                                     |                                     |                                     |                                     |                                     |                                       |                                    |                                    |                                    |                                      |                                      |                                      |                                      |                                      |                                      |                            |                            |                            |                            |                            |                            |                             |                             |                             |                             |                             |                             |                         |                         |                         |                         |          |          |          |          |  |  |  |  |  |  |                                  |                                  |                                  |                                  |                                  |                                  |  |  |  |  |  |  |                             |                             |                             |                             |                             |                             |
|  |  |  |  |  |  |                          |                          |                          |                          |                            |                            |                            |                            |                                         |                                         |                                         |                                         |                                         |                                         |                                     |                                     | Thibaud III (1019 – † 1089)         | Thibaud III (1019 – † 1089)         | Thibaud III (1019 – † 1089)         | Thibaud III (1019 – † 1089)         | Thibaud III (1019 – † 1089)           | Thibaud III (1019 – † 1089)        |                                    |                                    |                                      |                                      |                                      |                                      |                                      |                                      |                            |                            | Étienne II († 1047)        | Étienne II († 1047)        | Étienne II († 1047)        | Étienne II († 1047)        | Étienne II († 1047)         | Étienne II († 1047)         |                             |                             |                             |                             |                         |                         |                         |                         |          |          |          |          |  |  |  |  |  |  |                                  |                                  |                                  |                                  |                                  |                                  |  |  |  |  |  |  |                             |                             |                             |                             |                             |                             |
|  |  |  |  |  |  |                          |                          |                          |                          |                            |                            |                            |                            |                                         |                                         |                                         |                                         |                                         |                                         |                                     |                                     | Thibaud III (1019 – † 1089)         | Thibaud III (1019 – † 1089)         | Thibaud III (1019 – † 1089)         | Thibaud III (1019 – † 1089)         | Thibaud III (1019 – † 1089)           | Thibaud III (1019 – † 1089)        |                                    |                                    |                                      |                                      |                                      |                                      |                                      |                                      |                            |                            | Étienne II († 1047)        | Étienne II († 1047)        | Étienne II († 1047)        | Étienne II († 1047)        | Étienne II († 1047)         | Étienne II († 1047)         |                             |                             |                             |                             |                         |                         |                         |                         |          |          |          |          |  |  |  |  |  |  |                                  |                                  |                                  |                                  |                                  |                                  |  |  |  |  |  |  |                             |                             |                             |                             |                             |                             |
|  |  |  |  |  |  |                          |                          |                          |                          |                            |                            |                            |                            |                                         |                                         |                                         |                                         |                                         |                                         |                                     |                                     |                                     |                                     |                                     |                                     |                                       |                                    |                                    |                                    |                                      |                                      |                                      |                                      |                                      |                                      |                            |                            |                            |                            |                            |                            |                             |                             |                             |                             |                             |                             |                         |                         |                         |                         |          |          |          |          |  |  |  |  |  |  |                                  |                                  |                                  |                                  |                                  |                                  |  |  |  |  |  |  |                             |                             |                             |                             |                             |                             |
|  |  |  |  |  |  |                          |                          |                          |                          |                            |                            |                            |                            |                                         |                                         |                                         |                                         |                                         |                                         |                                     |                                     |                                     |                                     |                                     |                                     |                                       |                                    |                                    |                                    | Champlitte- Pontailler               | Champlitte- Pontailler               | Champlitte- Pontailler               | Champlitte- Pontailler               | Champlitte- Pontailler               | Champlitte- Pontailler               |                            |                            | Troyes- Aumale             | Troyes- Aumale             | Troyes- Aumale             | Troyes- Aumale             | Troyes- Aumale              | Troyes- Aumale              |                             |                             |                             |                             |                         |                         |                         |                         |          |          |          |          |  |  |  |  |  |  |                                  |                                  |                                  |                                  |                                  |                                  |  |  |  |  |  |  |                             |                             |                             |                             |                             |                             |
|  |  |  |  |  |  |                          |                          |                          |                          |                            |                            |                            |                            | Étienne II Henri (1045 – † 1102)        | Étienne II Henri (1045 – † 1102)        | Étienne II Henri (1045 – † 1102)        | Étienne II Henri (1045 – † 1102)        | Étienne II Henri (1045 – † 1102)        | Étienne II Henri (1045 – † 1102)        |                                     |                                     | Eudes IV (1019 – † 1089)            | Eudes IV (1019 – † 1089)            | Eudes IV (1019 – † 1089)            | Eudes IV (1019 – † 1089)            | Eudes IV (1019 – † 1089)              | Eudes IV (1019 – † 1089)           |                                    |                                    | Champlitte- Pontailler               | Champlitte- Pontailler               | Champlitte- Pontailler               | Champlitte- Pontailler               | Champlitte- Pontailler               | Champlitte- Pontailler               | Hugues Ier (1074 – † 1126) | Hugues Ier (1074 – † 1126) | Hugues Ier (1074 – † 1126) | Hugues Ier (1074 – † 1126) | Hugues Ier (1074 – † 1126) | Hugues Ier (1074 – † 1126) | Troyes- Aumale              | Troyes- Aumale              |                             |                             | Eudes III († 1115)          | Eudes III († 1115)          | Eudes III († 1115)      | Eudes III († 1115)      | Eudes III († 1115)      | Eudes III († 1115)      |          |          |          |          |  |  |  |  |  |  |                                  |                                  |                                  |                                  |                                  |                                  |  |  |  |  |  |  |                             |                             |                             |                             |                             |                             |
|  |  |  |  |  |  |                          |                          |                          |                          |                            |                            |                            |                            | Étienne II Henri (1045 – † 1102)        | Étienne II Henri (1045 – † 1102)        | Étienne II Henri (1045 – † 1102)        | Étienne II Henri (1045 – † 1102)        | Étienne II Henri (1045 – † 1102)        | Étienne II Henri (1045 – † 1102)        |                                     |                                     | Eudes IV (1019 – † 1089)            | Eudes IV (1019 – † 1089)            | Eudes IV (1019 – † 1089)            | Eudes IV (1019 – † 1089)            | Eudes IV (1019 – † 1089)              | Eudes IV (1019 – † 1089)           |                                    |                                    |                                      |                                      |                                      |                                      |                                      |                                      | Hugues Ier (1074 – † 1126) | Hugues Ier (1074 – † 1126) | Hugues Ier (1074 – † 1126) | Hugues Ier (1074 – † 1126) | Hugues Ier (1074 – † 1126) | Hugues Ier (1074 – † 1126) |                             |                             |                             |                             | Eudes III († 1115)          | Eudes III († 1115)          | Eudes III († 1115)      | Eudes III († 1115)      | Eudes III († 1115)      | Eudes III († 1115)      |          |          |          |          |  |  |  |  |  |  |                                  |                                  |                                  |                                  |                                  |                                  |  |  |  |  |  |  |                             |                             |                             |                             |                             |                             |
|  |  |  |  |  |  |                          |                          |                          |                          |                            |                            |                            |                            |                                         |                                         |                                         |                                         |                                         |                                         |                                     |                                     |                                     |                                     |                                     |                                     |                                       |                                    |                                    |                                    |                                      |                                      |                                      |                                      |                                      |                                      |                            |                            |                            |                            |                            |                            |                             |                             |                             |                             |                             |                             |                         |                         |                         |                         |          |          |          |          |  |  |  |  |  |  |                                  |                                  |                                  |                                  |                                  |                                  |  |  |  |  |  |  |                             |                             |                             |                             |                             |                             |
|  |  |  |  |  |  | Sully                    | Sully                    | Sully                    | Sully                    | Sully                      | Sully                      |                            |                            |                                         |                                         |                                         |                                         |                                         |                                         |                                     |                                     | Angleterre-Boulogne                 | Angleterre-Boulogne                 | Angleterre-Boulogne                 | Angleterre-Boulogne                 | Angleterre-Boulogne                   | Angleterre-Boulogne                |                                    |                                    |                                      |                                      |                                      |                                      |                                      |                                      |                            |                            |                            |                            |                            |                            |                             |                             |                             |                             |                             |                             |                         |                         |                         |                         |          |          |          |          |  |  |  |  |  |  |                                  |                                  |                                  |                                  |                                  |                                  |  |  |  |  |  |  |                             |                             |                             |                             |                             |                             |
|  |  |  |  |  |  | Sully                    | Sully                    | Sully                    | Sully                    | Sully                      | Sully                      | Guillaume (1090 – † 1150)  | Guillaume (1090 – † 1150)  | Guillaume (1090 – † 1150)               | Guillaume (1090 – † 1150)               | Guillaume (1090 – † 1150)               | Guillaume (1090 – † 1150)               |                                         |                                         | Thibaut IV le Grand (1090 – † 1152) | Thibaut IV le Grand (1090 – † 1152) | Thibaut IV le Grand (1090 – † 1152) | Thibaut IV le Grand (1090 – † 1152) | Thibaut IV le Grand (1090 – † 1152) | Thibaut IV le Grand (1090 – † 1152) | Angleterre-Boulogne                   | Angleterre-Boulogne                |                                    |                                    | Étienne d'Angleterre (1096 – † 1154) | Étienne d'Angleterre (1096 – † 1154) | Étienne d'Angleterre (1096 – † 1154) | Étienne d'Angleterre (1096 – † 1154) | Étienne d'Angleterre (1096 – † 1154) | Étienne d'Angleterre (1096 – † 1154) |                            |                            |                            |                            |                            |                            |                             |                             |                             |                             |                             |                             |                         |                         |                         |                         |          |          |          |          |  |  |  |  |  |  |                                  |                                  |                                  |                                  |                                  |                                  |  |  |  |  |  |  |                             |                             |                             |                             |                             |                             |
|  |  |  |  |  |  |                          |                          |                          |                          |                            |                            | Guillaume (1090 – † 1150)  | Guillaume (1090 – † 1150)  | Guillaume (1090 – † 1150)               | Guillaume (1090 – † 1150)               | Guillaume (1090 – † 1150)               | Guillaume (1090 – † 1150)               |                                         |                                         | Thibaut IV le Grand (1090 – † 1152) | Thibaut IV le Grand (1090 – † 1152) | Thibaut IV le Grand (1090 – † 1152) | Thibaut IV le Grand (1090 – † 1152) | Thibaut IV le Grand (1090 – † 1152) | Thibaut IV le Grand (1090 – † 1152) |                                       |                                    |                                    |                                    | Étienne d'Angleterre (1096 – † 1154) | Étienne d'Angleterre (1096 – † 1154) | Étienne d'Angleterre (1096 – † 1154) | Étienne d'Angleterre (1096 – † 1154) | Étienne d'Angleterre (1096 – † 1154) | Étienne d'Angleterre (1096 – † 1154) |                            |                            |                            |                            |                            |                            |                             |                             |                             |                             |                             |                             |                         |                         |                         |                         |          |          |          |          |  |  |  |  |  |  |                                  |                                  |                                  |                                  |                                  |                                  |  |  |  |  |  |  |                             |                             |                             |                             |                             |                             |
|  |  |  |  |  |  |                          |                          |                          |                          |                            |                            |                            |                            |                                         |                                         |                                         |                                         |                                         |                                         |                                     |                                     |                                     |                                     |                                     |                                     |                                       |                                    |                                    |                                    |                                      |                                      |                                      |                                      |                                      |                                      |                            |                            |                            |                            |                            |                            |                             |                             |                             |                             |                             |                             |                         |                         |                         |                         |          |          |          |          |  |  |  |  |  |  |                                  |                                  |                                  |                                  |                                  |                                  |  |  |  |  |  |  |                             |                             |                             |                             |                             |                             |
|  |  |  |  |  |  |                          |                          |                          |                          |                            |                            |                            |                            |                                         |                                         |                                         |                                         |                                         |                                         |                                     |                                     |                                     |                                     |                                     |                                     |                                       |                                    |                                    |                                    |                                      |                                      |                                      |                                      |                                      |                                      |                            |                            |                            |                            |                            |                            |                             |                             |                             |                             |                             |                             |                         |                         |                         |                         |          |          |          |          |  |  |  |  |  |  |                                  |                                  |                                  |                                  |                                  |                                  |  |  |  |  |  |  |                             |                             |                             |                             |                             |                             |
|  |  |  |  |  |  |                          |                          |                          |                          |                            |                            |                            |                            |                                         |                                         |                                         |                                         |                                         |                                         |                                     |                                     |                                     |                                     |                                     |                                     |                                       |                                    |                                    |                                    |                                      |                                      |                                      |                                      |                                      |                                      |                            |                            |                            |                            |                            |                            |                             |                             |                             |                             |                             |                             |                         |                         |                         |                         |          |          |          |          |  |  |  |  |  |  |                                  |                                  |                                  |                                  |                                  |                                  |  |  |  |  |  |  |                             |                             |                             |                             |                             |                             |
|  |  |  |  |  |  |                          |                          |                          |                          | Blois-Champagne            | Blois-Champagne            | Blois-Champagne            | Blois-Champagne            | Blois-Champagne                         | Blois-Champagne                         |                                         |                                         |                                         |                                         |                                     |                                     |                                     |                                     |                                     |                                     | Capétiens directs                     | Capétiens directs                  | Capétiens directs                  | Capétiens directs                  | Capétiens directs                    | Capétiens directs                    |                                      |                                      |                                      |                                      |                            |                            | Blois-Chartres             | Blois-Chartres             | Blois-Chartres             | Blois-Chartres             | Blois-Chartres              | Blois-Chartres              |                             |                             |                             |                             |                         |                         | Sancerre                | Sancerre                | Sancerre | Sancerre | Sancerre | Sancerre |  |  |  |  |  |  |                                  |                                  |                                  |                                  |                                  |                                  |  |  |  |  |  |  |                             |                             |                             |                             |                             |                             |
|  |  |  |  |  |  |                          |                          |                          |                          | Blois-Champagne            | Blois-Champagne            | Blois-Champagne            | Blois-Champagne            | Blois-Champagne                         | Blois-Champagne                         | Henri Ier (1127 – † 1181)               | Henri Ier (1127 – † 1181)               | Henri Ier (1127 – † 1181)               | Henri Ier (1127 – † 1181)               | Henri Ier (1127 – † 1181)           | Henri Ier (1127 – † 1181)           |                                     |                                     |                                     |                                     | Capétiens directs                     | Capétiens directs                  | Capétiens directs                  | Capétiens directs                  | Capétiens directs                    | Capétiens directs                    |                                      |                                      |                                      |                                      |                            |                            | Blois-Chartres             | Blois-Chartres             | Blois-Chartres             | Blois-Chartres             | Blois-Chartres              | Blois-Chartres              | Adèle († 1206)              | Adèle († 1206)              | Adèle († 1206)              | Adèle († 1206)              | Adèle († 1206)          | Adèle († 1206)          | Sancerre                | Sancerre                | Sancerre | Sancerre | Sancerre | Sancerre |  |  |  |  |  |  | Thibaut V le Bon (1152 – † 1191) | Thibaut V le Bon (1152 – † 1191) | Thibaut V le Bon (1152 – † 1191) | Thibaut V le Bon (1152 – † 1191) | Thibaut V le Bon (1152 – † 1191) | Thibaut V le Bon (1152 – † 1191) |  |  |  |  |  |  | Étienne Ier (1133 – † 1190) | Étienne Ier (1133 – † 1190) | Étienne Ier (1133 – † 1190) | Étienne Ier (1133 – † 1190) | Étienne Ier (1133 – † 1190) | Étienne Ier (1133 – † 1190) |
|  |  |  |  |  |  |                          |                          |                          |                          |                            |                            |                            |                            |                                         |                                         | Henri Ier (1127 – † 1181)               | Henri Ier (1127 – † 1181)               | Henri Ier (1127 – † 1181)               | Henri Ier (1127 – † 1181)               | Henri Ier (1127 – † 1181)           | Henri Ier (1127 – † 1181)           |                                     |                                     |                                     |                                     |                                       |                                    |                                    |                                    |                                      |                                      |                                      |                                      |                                      |                                      |                            |                            |                            |                            |                            |                            |                             |                             | Adèle († 1206)              | Adèle († 1206)              | Adèle († 1206)              | Adèle († 1206)              | Adèle († 1206)          | Adèle († 1206)          |                         |                         |          |          |          |          |  |  |  |  |  |  | Thibaut V le Bon (1152 – † 1191) | Thibaut V le Bon (1152 – † 1191) | Thibaut V le Bon (1152 – † 1191) | Thibaut V le Bon (1152 – † 1191) | Thibaut V le Bon (1152 – † 1191) | Thibaut V le Bon (1152 – † 1191) |  |  |  |  |  |  | Étienne Ier (1133 – † 1190) | Étienne Ier (1133 – † 1190) | Étienne Ier (1133 – † 1190) | Étienne Ier (1133 – † 1190) | Étienne Ier (1133 – † 1190) | Étienne Ier (1133 – † 1190) |
|  |  |  |  |  |  |                          |                          |                          |                          |                            |                            |                            |                            |                                         |                                         |                                         |                                         |                                         |                                         |                                     |                                     |                                     |                                     |                                     |                                     |                                       |                                    |                                    |                                    |                                      |                                      |                                      |                                      |                                      |                                      |                            |                            |                            |                            |                            |                            |                             |                             |                             |                             |                             |                             |                         |                         |                         |                         |          |          |          |          |  |  |  |  |  |  |                                  |                                  |                                  |                                  |                                  |                                  |  |  |  |  |  |  |                             |                             |                             |                             |                             |                             |
|  |  |  |  |  |  | Henri II (1166 – † 1197) | Henri II (1166 – † 1197) | Henri II (1166 – † 1197) | Henri II (1166 – † 1197) | Henri II (1166 – † 1197)   | Henri II (1166 – † 1197)   |                            |                            | Thibaut III (1179 – † 1201)             | Thibaut III (1179 – † 1201)             | Thibaut III (1179 – † 1201)             | Thibaut III (1179 – † 1201)             | Thibaut III (1179 – † 1201)             | Thibaut III (1179 – † 1201)             |                                     |                                     |                                     |                                     |                                     |                                     |                                       |                                    |                                    |                                    | Louis (1171 – † 1205)                | Louis (1171 – † 1205)                | Louis (1171 – † 1205)                | Louis (1171 – † 1205)                | Louis (1171 – † 1205)                | Louis (1171 – † 1205)                |                            |                            | Marguerite (1170 – † 1230) | Marguerite (1170 – † 1230) | Marguerite (1170 – † 1230) | Marguerite (1170 – † 1230) | Marguerite (1170 – † 1230)  | Marguerite (1170 – † 1230)  |                             |                             | Élisabeth († 1248)          | Élisabeth († 1248)          | Élisabeth († 1248)      | Élisabeth († 1248)      | Élisabeth († 1248)      | Élisabeth († 1248)      |          |          |          |          |  |  |  |  |  |  |                                  |                                  |                                  |                                  |                                  |                                  |  |  |  |  |  |  |                             |                             |                             |                             |                             |                             |
|  |  |  |  |  |  | Henri II (1166 – † 1197) | Henri II (1166 – † 1197) | Henri II (1166 – † 1197) | Henri II (1166 – † 1197) | Henri II (1166 – † 1197)   | Henri II (1166 – † 1197)   |                            |                            | Thibaut III (1179 – † 1201)             | Thibaut III (1179 – † 1201)             | Thibaut III (1179 – † 1201)             | Thibaut III (1179 – † 1201)             | Thibaut III (1179 – † 1201)             | Thibaut III (1179 – † 1201)             |                                     |                                     |                                     |                                     |                                     |                                     |                                       |                                    |                                    |                                    | Louis (1171 – † 1205)                | Louis (1171 – † 1205)                | Louis (1171 – † 1205)                | Louis (1171 – † 1205)                | Louis (1171 – † 1205)                | Louis (1171 – † 1205)                |                            |                            | Marguerite (1170 – † 1230) | Marguerite (1170 – † 1230) | Marguerite (1170 – † 1230) | Marguerite (1170 – † 1230) | Marguerite (1170 – † 1230)  | Marguerite (1170 – † 1230)  |                             |                             | Élisabeth († 1248)          | Élisabeth († 1248)          | Élisabeth († 1248)      | Élisabeth († 1248)      | Élisabeth († 1248)      | Élisabeth († 1248)      |          |          |          |          |  |  |  |  |  |  |                                  |                                  |                                  |                                  |                                  |                                  |  |  |  |  |  |  |                             |                             |                             |                             |                             |                             |
|  |  |  |  |  |  |                          |                          |                          |                          |                            |                            |                            |                            |                                         |                                         |                                         |                                         |                                         |                                         |                                     |                                     |                                     |                                     |                                     |                                     |                                       |                                    |                                    |                                    |                                      |                                      |                                      |                                      |                                      |                                      |                            |                            |                            |                            |                            |                            |                             |                             |                             |                             |                             |                             |                         |                         |                         |                         |          |          |          |          |  |  |  |  |  |  |                                  |                                  |                                  |                                  |                                  |                                  |  |  |  |  |  |  |                             |                             |                             |                             |                             |                             |
|  |  |  |  |  |  |                          |                          |                          |                          |                            |                            |                            |                            |                                         |                                         |                                         |                                         |                                         |                                         |                                     |                                     |                                     |                                     |                                     |                                     |                                       |                                    |                                    |                                    | Thibaut VI le Jeune (1190 – † 1218)  | Thibaut VI le Jeune (1190 – † 1218)  | Thibaut VI le Jeune (1190 – † 1218)  | Thibaut VI le Jeune (1190 – † 1218)  | Thibaut VI le Jeune (1190 – † 1218)  | Thibaut VI le Jeune (1190 – † 1218)  |                            |                            | Marie († 1241)             | Marie († 1241)             | Marie († 1241)             | Marie († 1241)             | Marie († 1241)              | Marie († 1241)              |                             |                             | Mahaut († 1256)             | Mahaut († 1256)             | Mahaut († 1256)         | Mahaut († 1256)         | Mahaut († 1256)         | Mahaut († 1256)         |          |          |          |          |  |  |  |  |  |  |                                  |                                  |                                  |                                  |                                  |                                  |  |  |  |  |  |  |                             |                             |                             |                             |                             |                             |
|  |  |  |  |  |  |                          |                          |                          |                          |                            |                            |                            |                            |                                         |                                         |                                         |                                         |                                         |                                         |                                     |                                     |                                     |                                     |                                     |                                     |                                       |                                    |                                    |                                    | Thibaut VI le Jeune (1190 – † 1218)  | Thibaut VI le Jeune (1190 – † 1218)  | Thibaut VI le Jeune (1190 – † 1218)  | Thibaut VI le Jeune (1190 – † 1218)  | Thibaut VI le Jeune (1190 – † 1218)  | Thibaut VI le Jeune (1190 – † 1218)  |                            |                            | Marie († 1241)             | Marie († 1241)             | Marie († 1241)             | Marie († 1241)             | Marie († 1241)              | Marie († 1241)              | Blois-Châtillon             |                             | Mahaut († 1256)             | Mahaut († 1256)             | Mahaut († 1256)         | Mahaut († 1256)         | Mahaut († 1256)         | Mahaut († 1256)         |          |          |          |          |  |  |  |  |  |  |                                  |                                  |                                  |                                  |                                  |                                  |  |  |  |  |  |  |                             |                             |                             |                             |                             |                             |
|  |  |  |  |  |  |                          |                          |                          |                          |                            |                            |                            |                            | Champagne- Navarre                      |                                         |                                         |                                         |                                         |                                         |                                     |                                     |                                     |                                     |                                     |                                     |                                       |                                    |                                    |                                    |                                      |                                      |                                      |                                      |                                      |                                      |                            |                            |                            |                            |                            |                            |                             |                             |                             |                             |                             |                             |                         |                         |                         |                         |          |          |          |          |  |  |  |  |  |  |                                  |                                  |                                  |                                  |                                  |                                  |  |  |  |  |  |  |                             |                             |                             |                             |                             |                             |
|  |  |  |  |  |  |                          |                          |                          |                          |                            |                            |                            |                            |                                         |                                         |                                         |                                         |                                         |                                         |                                     |                                     |                                     |                                     |                                     |                                     |                                       |                                    |                                    |                                    |                                      |                                      |                                      |                                      |                                      |                                      |                            |                            |                            |                            |                            |                            |                             |                             |                             |                             |                             |                             |                         |                         |                         |                         |          |          |          |          |  |  |  |  |  |  |                                  |                                  |                                  |                                  |                                  |                                  |  |  |  |  |  |  |                             |                             |                             |                             |                             |                             |
|  |  |  |  |  |  |                          |                          |                          |                          |                            |                            |                            |                            | Thibaut Ier le Posthume (1201 – † 1253) | Thibaut Ier le Posthume (1201 – † 1253) | Thibaut Ier le Posthume (1201 – † 1253) | Thibaut Ier le Posthume (1201 – † 1253) | Thibaut Ier le Posthume (1201 – † 1253) | Thibaut Ier le Posthume (1201 – † 1253) |                                     |                                     |                                     |                                     |                                     |                                     |                                       |                                    |                                    |                                    |                                      |                                      |                                      |                                      | Jean Ier († 1280)                    | Jean Ier († 1280)                    | Jean Ier († 1280)          | Jean Ier († 1280)          | Jean Ier († 1280)          | Jean Ier († 1280)          |                            |                            | Guy V de Châtillon († 1289) | Guy V de Châtillon († 1289) | Guy V de Châtillon († 1289) | Guy V de Châtillon († 1289) | Guy V de Châtillon († 1289) | Guy V de Châtillon († 1289) |                         |                         |                         |                         |          |          |          |          |  |  |  |  |  |  |                                  |                                  |                                  |                                  |                                  |                                  |  |  |  |  |  |  |                             |                             |                             |                             |                             |                             |
|  |  |  |  |  |  |                          |                          |                          |                          |                            |                            |                            |                            | Thibaut Ier le Posthume (1201 – † 1253) | Thibaut Ier le Posthume (1201 – † 1253) | Thibaut Ier le Posthume (1201 – † 1253) | Thibaut Ier le Posthume (1201 – † 1253) | Thibaut Ier le Posthume (1201 – † 1253) | Thibaut Ier le Posthume (1201 – † 1253) |                                     |                                     |                                     |                                     |                                     |                                     |                                       |                                    |                                    |                                    |                                      |                                      |                                      |                                      | Jean Ier († 1280)                    | Jean Ier († 1280)                    | Jean Ier († 1280)          | Jean Ier († 1280)          | Jean Ier († 1280)          | Jean Ier († 1280)          |                            |                            | Guy V de Châtillon († 1289) | Guy V de Châtillon († 1289) | Guy V de Châtillon († 1289) | Guy V de Châtillon († 1289) | Guy V de Châtillon († 1289) | Guy V de Châtillon († 1289) |                         |                         |                         |                         |          |          |          |          |  |  |  |  |  |  |                                  |                                  |                                  |                                  |                                  |                                  |  |  |  |  |  |  |                             |                             |                             |                             |                             |                             |
|  |  |  |  |  |  |                          |                          |                          |                          |                            |                            |                            |                            |                                         |                                         |                                         |                                         |                                         |                                         |                                     |                                     |                                     |                                     |                                     |                                     |                                       |                                    |                                    |                                    |                                      |                                      |                                      |                                      |                                      |                                      |                            |                            |                            |                            |                            |                            |                             |                             |                             |                             |                             |                             |                         |                         |                         |                         |          |          |          |          |  |  |  |  |  |  |                                  |                                  |                                  |                                  |                                  |                                  |  |  |  |  |  |  |                             |                             |                             |                             |                             |                             |
|  |  |  |  |  |  |                          |                          |                          |                          | Thibaut II (1239 – † 1270) | Thibaut II (1239 – † 1270) | Thibaut II (1239 – † 1270) | Thibaut II (1239 – † 1270) | Thibaut II (1239 – † 1270)              | Thibaut II (1239 – † 1270)              |                                         |                                         | Henri Ier (1244 – † 1274)               | Henri Ier (1244 – † 1274)               | Henri Ier (1244 – † 1274)           | Henri Ier (1244 – † 1274)           | Henri Ier (1244 – † 1274)           | Henri Ier (1244 – † 1274)           |                                     |                                     |                                       |                                    |                                    |                                    |                                      |                                      |                                      |                                      | Jeanne († 1292)                      | Jeanne († 1292)                      | Jeanne († 1292)            | Jeanne († 1292)            | Jeanne († 1292)            | Jeanne († 1292)            |                            |                            | Hugues II (1258 – † 1307)   | Hugues II (1258 – † 1307)   | Hugues II (1258 – † 1307)   | Hugues II (1258 – † 1307)   | Hugues II (1258 – † 1307)   | Hugues II (1258 – † 1307)   |                         |                         |                         |                         |          |          |          |          |  |  |  |  |  |  |                                  |                                  |                                  |                                  |                                  |                                  |  |  |  |  |  |  |                             |                             |                             |                             |                             |                             |
|  |  |  |  |  |  |                          |                          |                          |                          | Thibaut II (1239 – † 1270) | Thibaut II (1239 – † 1270) | Thibaut II (1239 – † 1270) | Thibaut II (1239 – † 1270) | Thibaut II (1239 – † 1270)              | Thibaut II (1239 – † 1270)              |                                         |                                         | Henri Ier (1244 – † 1274)               | Henri Ier (1244 – † 1274)               | Henri Ier (1244 – † 1274)           | Henri Ier (1244 – † 1274)           | Henri Ier (1244 – † 1274)           | Henri Ier (1244 – † 1274)           |                                     |                                     |                                       |                                    |                                    |                                    |                                      |                                      |                                      |                                      | Jeanne († 1292)                      | Jeanne († 1292)                      | Jeanne († 1292)            | Jeanne († 1292)            | Jeanne († 1292)            | Jeanne († 1292)            |                            |                            | Hugues II (1258 – † 1307)   | Hugues II (1258 – † 1307)   | Hugues II (1258 – † 1307)   | Hugues II (1258 – † 1307)   | Hugues II (1258 – † 1307)   | Hugues II (1258 – † 1307)   |                         |                         |                         |                         |          |          |          |          |  |  |  |  |  |  |                                  |                                  |                                  |                                  |                                  |                                  |  |  |  |  |  |  |                             |                             |                             |                             |                             |                             |
|  |  |  |  |  |  |                          |                          |                          |                          |                            |                            |                            |                            |                                         |                                         |                                         |                                         | Jeanne Ire (1273 – † 1305)              | Jeanne Ire (1273 – † 1305)              | Jeanne Ire (1273 – † 1305)          | Jeanne Ire (1273 – † 1305)          | Jeanne Ire (1273 – † 1305)          | Jeanne Ire (1273 – † 1305)          |                                     |                                     | Philippe IV le Bel (1268 – † 1314)    | Philippe IV le Bel (1268 – † 1314) | Philippe IV le Bel (1268 – † 1314) | Philippe IV le Bel (1268 – † 1314) | Philippe IV le Bel (1268 – † 1314)   | Philippe IV le Bel (1268 – † 1314)   |                                      |                                      |                                      |                                      |                            |                            |                            |                            |                            |                            | Guy Ier († 1342)            | Guy Ier († 1342)            | Guy Ier († 1342)            | Guy Ier († 1342)            | Guy Ier († 1342)            | Guy Ier († 1342)            |                         |                         |                         |                         |          |          |          |          |  |  |  |  |  |  |                                  |                                  |                                  |                                  |                                  |                                  |  |  |  |  |  |  |                             |                             |                             |                             |                             |                             |
|  |  |  |  |  |  |                          |                          |                          |                          |                            |                            |                            |                            |                                         |                                         |                                         |                                         | Jeanne Ire (1273 – † 1305)              | Jeanne Ire (1273 – † 1305)              | Jeanne Ire (1273 – † 1305)          | Jeanne Ire (1273 – † 1305)          | Jeanne Ire (1273 – † 1305)          | Jeanne Ire (1273 – † 1305)          |                                     |                                     | Philippe IV le Bel (1268 – † 1314)    | Philippe IV le Bel (1268 – † 1314) | Philippe IV le Bel (1268 – † 1314) | Philippe IV le Bel (1268 – † 1314) | Philippe IV le Bel (1268 – † 1314)   | Philippe IV le Bel (1268 – † 1314)   |                                      |                                      |                                      |                                      |                            |                            |                            |                            |                            |                            | Guy Ier († 1342)            | Guy Ier († 1342)            | Guy Ier († 1342)            | Guy Ier († 1342)            | Guy Ier († 1342)            | Guy Ier († 1342)            |                         |                         |                         |                         |          |          |          |          |  |  |  |  |  |  |                                  |                                  |                                  |                                  |                                  |                                  |  |  |  |  |  |  |                             |                             |                             |                             |                             |                             |
|  |  |  |  |  |  |                          |                          |                          |                          |                            |                            |                            |                            |                                         |                                         |                                         |                                         |                                         |                                         |                                     |                                     |                                     |                                     |                                     |                                     |                                       |                                    |                                    |                                    |                                      |                                      |                                      |                                      |                                      |                                      |                            |                            |                            |                            |                            |                            |                             |                             |                             |                             |                             |                             |                         |                         |                         |                         |          |          |          |          |  |  |  |  |  |  |                                  |                                  |                                  |                                  |                                  |                                  |  |  |  |  |  |  |                             |                             |                             |                             |                             |                             |
|  |  |  |  |  |  |                          |                          |                          |                          |                            |                            |                            |                            |                                         |                                         |                                         |                                         |                                         |                                         |                                     |                                     |                                     |                                     |                                     |                                     |                                       |                                    |                                    |                                    |                                      |                                      |                                      |                                      |                                      |                                      |                            |                            |                            |                            |                            |                            |                             |                             |                             |                             |                             |                             |                         |                         |                         |                         |          |          |          |          |  |  |  |  |  |  |                                  |                                  |                                  |                                  |                                  |                                  |  |  |  |  |  |  |                             |                             |                             |                             |                             |                             |
|  |  |  |  |  |  |                          |                          |                          |                          |                            |                            |                            |                            |                                         |                                         |                                         |                                         |                                         |                                         |                                     |                                     |                                     |                                     |                                     |                                     |                                       |                                    |                                    |                                    |                                      |                                      |                                      |                                      |                                      |                                      |                            |                            |                            |                            |                            |                            |                             |                             |                             |                             | Blois-Penthièvre            |                             |                         |                         |                         |                         |          |          |          |          |  |  |  |  |  |  |                                  |                                  |                                  |                                  |                                  |                                  |  |  |  |  |  |  |                             |                             |                             |                             |                             |                             |
|  |  |  |  |  |  |                          |                          |                          |                          |                            |                            |                            |                            |                                         |                                         |                                         |                                         |                                         |                                         |                                     |                                     |                                     |                                     |                                     |                                     |                                       |                                    |                                    |                                    |                                      |                                      |                                      |                                      | Louis Ier († 1346)                   | Louis Ier († 1346)                   | Louis Ier († 1346)         | Louis Ier († 1346)         | Louis Ier († 1346)         | Louis Ier († 1346)         |                            |                            |                             |                             |                             |                             | Charles (1319 – † 1364)     | Charles (1319 – † 1364)     | Charles (1319 – † 1364) | Charles (1319 – † 1364) | Charles (1319 – † 1364) | Charles (1319 – † 1364) |          |          |          |          |  |  |  |  |  |  |                                  |                                  |                                  |                                  |                                  |                                  |  |  |  |  |  |  |                             |                             |                             |                             |                             |                             |
|  |  |  |  |  |  |                          |                          |                          |                          |                            |                            |                            |                            |                                         |                                         |                                         |                                         |                                         |                                         |                                     |                                     |                                     |                                     |                                     |                                     |                                       |                                    |                                    |                                    |                                      |                                      |                                      |                                      | Louis Ier († 1346)                   | Louis Ier († 1346)                   | Louis Ier († 1346)         | Louis Ier († 1346)         | Louis Ier († 1346)         | Louis Ier († 1346)         |                            |                            |                             |                             |                             |                             | Charles (1319 – † 1364)     | Charles (1319 – † 1364)     | Charles (1319 – † 1364) | Charles (1319 – † 1364) | Charles (1319 – † 1364) | Charles (1319 – † 1364) |          |          |          |          |  |  |  |  |  |  |                                  |                                  |                                  |                                  |                                  |                                  |  |  |  |  |  |  |                             |                             |                             |                             |                             |                             |
|  |  |  |  |  |  |                          |                          |                          |                          |                            |                            |                            |                            |                                         |                                         |                                         |                                         |                                         |                                         |                                     |                                     |                                     |                                     |                                     |                                     |                                       |                                    |                                    |                                    |                                      |                                      |                                      |                                      |                                      |                                      |                            |                            |                            |                            |                            |                            |                             |                             |                             |                             |                             |                             |                         |                         |                         |                         |          |          |          |          |  |  |  |  |  |  |                                  |                                  |                                  |                                  |                                  |                                  |  |  |  |  |  |  |                             |                             |                             |                             |                             |                             |
|  |  |  |  |  |  |                          |                          |                          |                          |                            |                            |                            |                            |                                         |                                         |                                         |                                         |                                         |                                         |                                     |                                     | Louis II († 1372)                   | Louis II († 1372)                   | Louis II († 1372)                   | Louis II († 1372)                   | Louis II († 1372)                     | Louis II († 1372)                  |                                    |                                    | Jean II († 1381)                     | Jean II († 1381)                     | Jean II († 1381)                     | Jean II († 1381)                     | Jean II († 1381)                     | Jean II († 1381)                     |                            |                            | Guy II († 1397)            | Guy II († 1397)            | Guy II († 1397)            | Guy II († 1397)            | Guy II († 1397)             | Guy II († 1397)             |                             |                             | Jean (1340 – † 1404)        | Jean (1340 – † 1404)        | Jean (1340 – † 1404)    | Jean (1340 – † 1404)    | Jean (1340 – † 1404)    | Jean (1340 – † 1404)    |          |          |          |          |  |  |  |  |  |  |                                  |                                  |                                  |                                  |                                  |                                  |  |  |  |  |  |  |                             |                             |                             |                             |                             |                             |
|  |  |  |  |  |  |                          |                          |                          |                          |                            |                            |                            |                            |                                         |                                         |                                         |                                         |                                         |                                         |                                     |                                     | Louis II († 1372)                   | Louis II († 1372)                   | Louis II († 1372)                   | Louis II († 1372)                   | Louis II († 1372)                     | Louis II († 1372)                  |                                    |                                    | Jean II († 1381)                     | Jean II († 1381)                     | Jean II († 1381)                     | Jean II († 1381)                     | Jean II († 1381)                     | Jean II († 1381)                     |                            |                            | Guy II († 1397)            | Guy II († 1397)            | Guy II († 1397)            | Guy II († 1397)            | Guy II († 1397)             | Guy II († 1397)             |                             |                             | Jean (1340 – † 1404)        | Jean (1340 – † 1404)        | Jean (1340 – † 1404)    | Jean (1340 – † 1404)    | Jean (1340 – † 1404)    | Jean (1340 – † 1404)    |          |          |          |          |  |  |  |  |  |  |                                  |                                  |                                  |                                  |                                  |                                  |  |  |  |  |  |  |                             |                             |                             |                             |                             |                             |
|  |  |  |  |  |  |                          |                          |                          |                          |                            |                            |                            |                            |                                         |                                         |                                         |                                         |                                         |                                         |                                     |                                     |                                     |                                     |                                     |                                     |                                       |                                    |                                    |                                    |                                      |                                      |                                      |                                      |                                      |                                      |                            |                            |                            |                            |                            |                            |                             |                             |                             |                             |                             |                             |                         |                         |                         |                         |          |          |          |          |  |  |  |  |  |  |                                  |                                  |                                  |                                  |                                  |                                  |  |  |  |  |  |  |                             |                             |                             |                             |                             |                             |
|  |  |  |  |  |  |                          |                          |                          |                          |                            |                            |                            |                            |                                         |                                         |                                         |                                         |                                         |                                         |                                     |                                     |                                     |                                     |                                     |                                     |                                       |                                    |                                    |                                    |                                      |                                      |                                      |                                      |                                      |                                      |                            |                            | Louis III († 1391)         | Louis III († 1391)         | Louis III († 1391)         | Louis III († 1391)         | Louis III († 1391)          | Louis III († 1391)          |                             |                             | Guillaume († 1455)          | Guillaume († 1455)          | Guillaume († 1455)      | Guillaume († 1455)      | Guillaume († 1455)      | Guillaume († 1455)      |          |          |          |          |  |  |  |  |  |  |                                  |                                  |                                  |                                  |                                  |                                  |  |  |  |  |  |  |                             |                             |                             |                             |                             |                             |
|  |  |  |  |  |  |                          |                          |                          |                          |                            |                            |                            |                            |                                         |                                         |                                         |                                         |                                         |                                         |                                     |                                     |                                     |                                     |                                     |                                     |                                       |                                    |                                    |                                    |                                      |                                      |                                      |                                      |                                      |                                      |                            |                            | Louis III († 1391)         | Louis III († 1391)         | Louis III († 1391)         | Louis III († 1391)         | Louis III († 1391)          | Louis III († 1391)          |                             |                             | Guillaume († 1455)          | Guillaume († 1455)          | Guillaume († 1455)      | Guillaume († 1455)      | Guillaume († 1455)      | Guillaume († 1455)      |          |          |          |          |  |  |  |  |  |  |                                  |                                  |                                  |                                  |                                  |                                  |  |  |  |  |  |  |                             |                             |                             |                             |                             |                             |
|  |  |  |  |  |  |                          |                          |                          |                          |                            |                            |                            |                            |                                         |                                         |                                         |                                         |                                         |                                         |                                     |                                     |                                     |                                     |                                     |                                     |                                       |                                    |                                    |                                    |                                      |                                      |                                      |                                      |                                      |                                      |                            |                            |                            |                            |                            |                            |                             |                             |                             |                             | Françoise († 1481)          |                             |                         |                         |                         |                         |          |          |          |          |  |  |  |  |  |  |                                  |                                  |                                  |                                  |                                  |                                  |  |  |  |  |  |  |                             |                             |                             |                             |                             |                             |
|  |  |  |  |  |  |                          |                          |                          |                          |                            |                            |                            |                            |                                         |                                         |                                         |                                         |                                         |                                         |                                     |                                     |                                     |                                     |                                     |                                     |                                       |                                    |                                    |                                    |                                      |                                      |                                      |                                      |                                      |                                      |                            |                            |                            |                            |                            |                            |                             |                             |                             |                             |                             |                             |                         |                         |                         |                         |          |          |          |          |  |  |  |  |  |  |                                  |                                  |                                  |                                  |                                  |                                  |  |  |  |  |  |  |                             |                             |                             |                             |                             |                             |

## Branche principale de la Maison de Blois

### Xesiècle-XIesiècle: un comté de Blois au sein d'une principauté

La création du comté de Blois, entre Carolingiens et Robertiens.

Thibaud l'Ancien est considéré comme le fondateur de la dynastie, bien qu'il n'ait eu que le titre de vicomte de Blois (et de Tours). C'est en effet son fils Thibaud Ier, dit le Tricheur, fidèle vassal du robertien Hugues le Grand, qui acquiert avec l'appui de son suzerain le titre comtal non seulement à Blois vers 940 mais aussi à Chartres et Châteaudun. L'objectif était de contenir la puissance de la principauté normande. Il y eut une alliance dans ce sens avec Foulques Ier d'Anjou quant à la gestion de la Bretagne. Thibaud Ier est d'ascendance relativement illustre : sa mère Richilde (quelle que soit son identité) a eu une positon importante et a permis aux Thibaldiens d'être implantés au nord de Sens et à Provins. Le comte s'est marié avec Liutgarde de Vermandois, une des petites-filles du roi capétien Robert Ier. Thibaud institue ainsi la maison de Blois, toutefois à la minorité de Hugues Capet, il se détourne de sa fidélité au duc des Francs et se rapproche du roi carolingien Lothaire. Jouant de ces fidélités multiples et de sa grande influence, sa principauté devient pratiquement "autonome",.

L'ensemble bléso-champenois (en jaune) au XIe siècle.

### XIIe– débutXIIIesiècle: Grandes batailles et comté de Champagne
Son petit-fils, Eudes II de Blois constitue une collection de territoires des plus menaçants pour la royauté capétienne puisqu'il hérite des comtés de Troyes et de Meaux vers 1023, encerclant de fait le domaine royal, alors concentré autour de Paris, et base le futur comté de Champagne que ses successeurs et descendants allaient créer, donnant naissance à l'ensemble "bléso-champenois". Contrôlant aussi l’archevêché de Bourges, leur puissance les mit un temps en concurrence avec les comtes d'Anjou mais aussi avec les rois capétiens dont ils encerclaient le domaine royal. Thibaud III perd la Touraine mais se légitime en tant que comte de Champagne, où il se fait appeler Thibaud Ier. Son fils Étienne II épousa Adèle de Normandie, fille de Guillaume le Conquérant, qui le poussa à participer à la première croisade, après lui avoir donné au moins 7 enfants. Parmi eux, Étienne se fait sacrer roi d'Angleterre de 1135 à 1154,, en spoliant la légitimité de sa cousine Mathilde l'Emperesse, également petite-fille du roi normand. Dans un contexte de guerre civile, le blésois renoncera à conserver la couronne d’Angleterre au sein des Thibaldiens. Pendant ce temps, son frère Thibaut IV de Blois (ou Thibaud II de Champagne) a hérité la pleine administration des comtés Blois et de Champagne.

Le domaine Thibaldien au XIIe siècle (en jaune) : Blois, Champagne et Sancerre

### FinXIIIe– débutXIVesiècle: Branche cadette de Blois
À la mort de Thibaut IV en 1152, ses possessions furent cependant divisées entre ses fils. La Champagne alla à son fils ainé, Henri Ier de Champagne, de la branche ainée, le comté de Blois à Thibaut V, et la seigneurie de Sancerre élevée en comté à Étienne, auteur de la branche de Sancerre. ...?...Troyes et la Champagne confirme leur suzeraineté sur le reste des possessions thibaldiennes : Blois et Sancerre deviennent vassaux de la Champagne. Grâce à des jeux d'alliance, Henri Ier a également pu négocier en 1160 son mariage à  ( avec)  une princesse de France, fille du roi Louis VII de son premier lit avec Aliénor d'Aquitaine. Offrant sa jeune sœur Adèle au roi (à qui elle donnera enfin un fils mâle, le futur Philippe II Auguste), le comte de Champagne parvient à reproduire son privilège marital en faveur de son frère, Thibaud V de Blois, qui épouse la princesse Alix. En tant que beau-frère du roi, le comte Henri Ier occupe une place importante à la cour.
Fils ainé d'Henri Ier, Henri II hérite du comté de Champagne et s'engage dans la Troisième croisade, durant laquelle il sera couronné roi de Jérusalem, mais il mourut en Terre-Sainte en 1197. Son frère, Thibaud III de Champagne, marié à la princesse héritière Blanche de Navarre, fut désigné pour le succéder. Cependant, Thibaud III fut nommé chef de la Quatrième croisade à partir de 1199, à laquelle participe son vassal Louis de Blois mais durant laquelle il meurt deux ans plus tard. Profitant de la minorité du jeune Thibaud IV (dont la régence se termina en 1224), ses cousines Philippa et Alix, filles d'Henri II, tentèrent successivement de récupérer la Champagne lors de deux guerres de succesion entre 1216 et 1234. En 1234, Thibaut IV de Champagne acquit par héritage de son beau-père Sanche VII le royaume de Navarre, qui était jusque là sous contrôle de la dynastie Jiménez, et où il sera ainsi surnommé Thibaut Ier de Navarre. Il y fut suivi par ses fils, Thibaut II de Navarre (ou Thibaut V de Champagne), mort sans descendance, puis Henri Ier de Navarre (ou Henri III de Champagne) qui accumulèrent leurs titres navarrais et champenois,.
Si la branche thibaldienne de Champagne se hisse sur le trône de Navarre, elle perd sa suzeraineté sur le comté de Blois au profit du roi de France.
La fille d'Henri Ier, Jeanne Ire, finit par devenir reine de France en épousant le roi Philippe le Bel. À la mort de ce dernier en 1305, leur fils Louis X porta la couronne comtale de Champagne ainsi que deux couronnes royales, initiant de fait la tradition des rois de France et de Navarre.
À la mort sans héritier mâle du roi Louis X, les possessions furent séparées à nouveau : en vertu de la loi salique, la couronne de France passant aux mains des Valois, mais la fille de Louis X, Jeanne II, conserva ses droits sur la Navarre et la Champagne et se maria avec son cousin germain, Philippe d'Évreux, avec qui elle a eu une descendance,.
La branche ainée prend donc formellement fin en 1305, avec la mort de la reine Jeanne Ire de Navarre, mais la continuation s'est perpétuée jusqu'à nos jours via des branches cadettes comme les branches de Sully (fin en 1394 au profit des Forez), Sancerre (fin en 1419), des Champlitte (branche bâtarde de la maison des comtes de Champagne, éteinte en 1638), la maison des Habsbourg (via la reine Anne de Bohême[Laquelle ?]) ou les Bourbons de Navarre.
De la même manière, le comte Thibaut VI de Blois, petit-fils de Thibaut V, meurt sans progéniture mâle. Sa tante Marguerite en héritera et donnera lieu à la maison de Blois-Châtillon via sa fille Marie d'Avesnes. En 1286, Jeanne de Blois-Châtillon vend la vicomté de Chartres à Philippe le Bel. Le comté de Blois, avec celui de Châteaudun, reste dans la famille jusqu'en 1397, lorsque Guy II de Blois-Châtillon cède le domaine au prince de sang et duc Louis Ier d'Orléans.

### Liste des règnes de la branche principale
Blois portait initialement « d'azur à la bande d'argent », armes conservées telles quelles par les deux premiers comtes de Sancerre, et dont Champagne ancien est une brisure.

#### Maison de Blois (940–1152)
| Portrait | Nom | Règne       | Titres | Notes |
| -------- | --- | ----------- | --- | --- |
|          | Thibaud Ier de Blois, dit Thibaud le Tricheur (vers 910 – † 977)                                         | 940 – 977   | Comte de Blois Comte de Tours Comte de Chartres Comte de Châteaudun Seigneur de Chinon Seigneur de Saumur                                                              | Fils de Thibaud l'Ancien, vicomte de Blois, et de Richilde. Proche du duc Hugues le Grand, celui-ci lui offre le vicomté de Tours mais, profitant de la minorité d'Hugues Capet, Thibaud s'élève comte de Blois et de Tours, prend Chartres et Châteaudun. Il devint dès lors l'un des seigneurs les plus puissants du centre de la France. |
|          | Eudes Ier de Blois (vers 950 – † 996)                                                                    | 977 – 996   | Comte de Blois Comte de Tours Comte de Chartres Comte de Châteaudun Comte de Reims Comte de Provins Comte de Beauvais Comte de Dreux                                   | Fils cadet de Thibaud Ier et de Liutgarde, il prit la succession du comté après la mort prématurée de son frère ainé Thibaud en Normandie. Il monnaya son ralliement à Hugues Capet face à Charles de Basse-Lotharingie contre la cession par le premier du comté de Dreux. Mais il s'attaqua ensuite à Bouchard Ier de Vendôme, allié fidèle du roi, et prit un temps Melun. Il se maria à la carolingienne Berthe de Bourgogne. |
|          | Thibaud II de Blois (vers 983 – 11 juillet 1004)                                                         | 996 – 1004  | Comte de Blois Comte de Tours Comte de Chartres Comte de Châteaudun Comte de Reims Comte de Provins Comte de Beauvais                                                  | Fils ainé d'Eudes Ier, à qui il succéda sous la régence de sa mère, Berthe, remariée au roi des Francs Robert II qui reprit Tours, capturée par Foulques III d'Anjou. Thibaud mourut d'épuisement en revenant de Rome en 1004, à 19 ans. |
|          | Eudes II de Blois, dit Eudes le Champenois (vers 985 – 15 novembre 1037)                                 | 996 – 1037  | Comte de Blois Comte de Tours Comte de Chartres Comte de Châteaudun Comte de Reims Comte de Provins Comte de Beauvais Comte de Sancerre Comte de Meaux Comte de Troyes | Frère cadet de Thibaud II, avec qui il co-reigna avant de lui succéder. Il entra en guerre contre tous ses voisins, refusa de rendre la dot de mariage (la moitié de Dreux) à Richard de Normandie. Il poursuivit la guerre contre Foulques III, qu'il conquit finalement, mais Eudes fut à son tour vaincu à Pontlevoy par Herbert Ier du Maine. Il hérita des comtés de Troyes et de Meaux de son cousin et forme l’ensemble bléso-champenois pour la première fois. Également fils de Berthe de Bourgogne, il revendiqua le royaume des Deux-Bourgognes à partir de 1032, mais fut défait près de Bar-le-Duc 5 ans plus tard. |
|          | Thibaut III de Blois, ou Thibaud Ier de Champagne (vers 1019 – † septembre 1089)                         | 1037 – 1089 | Comte de Blois Comte de Tours Comte de Chartres Comte de Châteaudun Comte de Provins Comte de Sancerre Comte de Meaux Comte de Troyes Seigneur de Château-Thierry      | Fils ainé d'Eudes II, il hérita du domaine ligérien, mais refusa de reconnaître et de faire hommage au roi capétien Henri Ier. Ce-dernier lui « retira » définitivement le comté de Tours qu'il donne à son allié Geoffroy Martel, après la bataille de Nouy. Il reconstitua le domaine bléso-champenois de son père en se débarrassant de son neveu Eudes III, et établit la Champagne en tant que comté. Il se maria avec une fille de l'ennemi de son père : Gersende du Maine. |
|          | Étienne-Henri ou Étienne II de Blois (vers 1045 – † 1102)                                                | 1089 – 1102 | Comte de Blois Comte de Chartres Comte de Châteaudun Comte de Provins Comte de Sancerre Comte de Meaux Comte de Reims                                                  | Fils ainé de Thibaud III et de Gersende, il épouse Adèle de Normandie, fille de Guillaume le Conquérant. Sous l'influence de sa femme, il fut l'un des premiers seigneurs à répondre à l'appel du pape Urbain II pour la Première Croisade. Avec d'autres barons, il se disgracie en quittant le siège d'Antioche, mais trouva une mort plus honorable à la bataille de Ramla. |
|          | Thibaud IV de Blois, ou Thibaud II de Champagne, dit Thibaud le Grand (vers 1090/1095 – 10 janvier 1152) | 1102 – 1152 | Comte de Blois Comte de Champagne Comte de Chartres Comte de Châteaudun Comte de Troyes Seigneur de Sancerre                                                           | Fils puiné d'Étienne II et d'Adèle, il gouverna sous la régence de sa mère puis seul. Il dut faire face à des attaques de son vassal Hugues III du Puiset. Il hérita de la Champagne de son oncle Hugues Ier parti en Terre sainte. Il est pressenti par les barons normands pour devenir roi d'Angleterre, ces-derniers l'appelant à devenir leur duc, mais c'est finalement son frère Étienne qui devint fut sacré roi en 1135. Il fait de la Champagne un État puissant au sein du royaume, notamment en fondant les foires de Champagne.                                                                                     |

À la mort de Thibaud IV, en 1152, l'ensemble bléso-champenois est de nouveau mais définitivement divisé : son fils aîné reçut la Champagne, tandis que Blois fut transmis à son cadet Thibaud V qui initia la branche cadette de Blois, qui vient en quelques générations à adopter le nom de Blois-Châtillon.

#### Branche de Blois-Champagne, puis de Champagne-Navarre (1152–1305)
| Portrait | Nom | Règne       | Titres                                                      | Notes |
| -------- | --- | ----------- | ----------------------------------------------------------- | --- |
|          | Henri Ier de Champagne, dit Henri le Libéral ou le Large (décembre 1127 – 17 mars 1181)                                      | 1152 – 1181 | Comte de Champagne Comte de Brie                            | Fils ainé de Thibaud IV, il partage le domaine bléso-champenois avec ses frères et s'octroie la plus riche, la Champagne, délaissant le domaine ligérien ancestral. Il choisit de clore l'inimitié avec les Capétiens et offre la main de sa sœur Adèle à Louis VII, qui lui donne un fils tant espéré, Philippe dit Dieudonné, le futur roi Philippe II. En 1164, il épouse la princesse Marie de France et jouit d'un prestige important au sein du royaume. |
|          | Henri II de Champagne (29 juillet 1166 – 10 septembre 1197)                                                                  | 1181 – 1197 | Comte de Champagne Roi de Jérusalem                         | Fils ainé d'Henri Ier de Champagne, il règne sous la régence de sa mère, Marie. En 1189, il part pour la Troisième croisade avec ses oncles Philippe Auguste et Richard Cœur de Lion en Terre sainte où il épouse Isabelle de Jérusalem avant de devenir roi de Jérusalem en 1192. Il meurt dans des circonstances troubles en 1197 en tombant d'un balcon à Saint-Jean-d'Acre.                                                                                |
|          | Thibaud III de Champagne (3 janvier 1179 – 24 mai 1201)                                                                      | 1197 – 1201 | Comte-pair de Champagne                                     | À la mort de son frère aîné Henri II, il lui succède au comté de la Champagne et devient l'un des 6 pairs laïcs primitifs de France. En 1199, il épouse Blanche de Navarre mais il organise rapidement une nouvelle croisade et décède à Troyes en 1201, laissant sa femme enceinte du futur Thibaut IV. |
|          | Thibaut IV de Champagne, ou Thibaut Ier de Navarre dit Thibaut le Posthume ou le Chansonnier (30 mai 1201 – 14 juillet 1253) | 1201 – 1253 | Comte-pair de Champagne Roi de Navarre                      | Fils posthume de Thibaud III, sa mère assure la régence mais doit faire face aux revendications des cousines de son défunt mari, les princesses de Jérusalem et Érard de Brienne, qui revendiquent la Champagne dans une guerre de succession. En 1234, il hérite du royaume de Navarre de son oncle Sanche le Fort et devient Thibaut Ier de Navarre, mais perd la vassalité sur les terres ancestrales de Blois au profit de Louis IX.                       |
|          | Thibaut V de Champagne, ou Thibaut II de Navarre dit Thibaut le Jeune (30 mai 1239 – 4 décembre 1270)                        | 1253 – 1270 | Roi de Navarre Comte-pair de Champagne                      | Fils ainé de Thibaut le Posthume, il épousa Blanche de France[Laquelle ?], fille de Louis IX, et s'embarqua avec ce dernier pour la Huitième Croisade. Il mourut sans descendance de la peste en revenant de celle-ci, en 1270. |
|          | Henri III de Champagne, ou Henri Ier de Navarre dit Henri le Gros (1244 – 22 juillet 1274)                                   | 1270 – 1274 | Roi de Navarre Comte-pair de Champagne                      | Frère de Thibaut II de Navarre, qui lui succède à sa mort. Il épouse Blanche d'Artois, avec laquelle il eut un fils, Thibaut, qui meurt en bas âge. À sa mort en 1274, sa fille lui succède. |
|          | Jeanne Ire de Champagne et de Navarre (14 janvier 1273 – 2 avril 1305)                                                       | 1274 – 1305 | Reine de Navarre Comtesse-pair de Champagne Reine de France | Unique fille d'Henri Ier de Navarre qui lui succède à sa mort. En épousant le capétien Philippe IV, dit le Bel, elle devient reine de France. Dernière dynaste de la branche ainée, ses possessions (Navarre et Champagne) furent temporairement annexées au domaine royal capétien par leur fils, Louis X. |

Après la mort du roi Louis X (fils de Jeanne Ire, sans héritier mâle, les couronnes de France et de Navarre sont de nouveau séparées : la fille de Louis, Jeanne II, se fait ainsi sacrer reine de Navarre et transmettra le trône à tous ses descendants jusqu'au double couronnement d'Henri III de Navarre et IV de France, le 2 août 1589. Entre-temps, le trône de France fut occupé par la maison de Valois.

## Branches cadettes

### Branche de Blois-Chartres, puis de Blois-Châtillon et Blois-Penthièvre

#### Branche cadette de Blois (1152–1230)
À la mort de Thibaut II de Champagne, ses possessions furent partagées par ses fils, Thibaut, son deuxième hérita du domaine ligérien ancestral, comtés de Blois, Chartres, Châteaudun, sous le nom de Thibaut V. Sa descendance posséda ses titres au travers d'héritiers masculins jusqu'en 1230.
| Portrait | Nom                                                  | Règne       | Titres                                                                 | Notes |
| -------- | ---------------------------------------------------- | ----------- | ---------------------------------------------------------------------- | --- |
|          | Thibaut V de Blois, dit Thibaut le Bon (1130 – 1191) | 1152 – 1191 | Comte de Blois Comte de Chartres Comte de Châteaudun                   | Fils cadet du comte Thibaut IV, il hérite du comté de Blois. Il tente de conquérir Vendôme et participe à la révolte d'Henri le Jeune pour récupérer Tours. Il épouse Alix de France, fille de Louis VII. Il s'engage dans la Troisième croisade avec son neveu Henri II de Champagne, mais se fait tuer lors du siège de Saint-Jean-d'Acre en 1191.                                |
|          | Louis de Blois (1171 – 14 avril 1205)                | 1191 – 1205 | Comte de Blois Comte de Chartres Comte de Châteaudun Duc de Nicée      | Fils puiné de Thibaut V, dont il hérita du comté de Blois. Il épousa Catherine de Clermont, héritière du comté de Clermont-en-Beauvaisis. Il partit en Orient dans le cadre de la Quatrième croisade lors de laquelle il fut investi duc de Nicée en 1204. Il fut tué à la bataille d'Andrinople, le 14 avril 1205.                                                                 |
|          | Thibaut VI de Blois (1190 – 1218)                    | 1205 – 1218 | Comte de Blois Comte de Chartres Comte de Châteaudun Comte de Clermont | Unique fils de Louis, il hérita du comté de Blois et de Clermont par sa mère. Contracta la lèpre en Espagne, et mourut reclus en 1218 sans descendance. Les comtés de Blois, Chartres et Châteaudun furent partagés entre ses tantes Marguerite et Élisabeth. |
|          | Marguerite de Blois (1170 – juillet 1230)            | 1218 – 1230 | Comtesse de Blois Comtesse de Châteaudun                               | Fille du comte Thibaut V et de la princesse Alix, elle hérita du comté de Blois et du Dunois à la mort de son neveu Thibaut VI. Mariée au seigneur Gautier II d'Avesnes, elle transmit le comté traditionnel des Thibaldiens à ses descendants. |
|          | Élisabeth de Chartres (née av. 1180 – 1248)          | 1218 – 1248 | Comtesse de Chartres Châtellenies de Romorantin et Millançay           | Sœur de la précédente, Élisabeth (ou Isabelle) épouse Sulpice III d'Amboise en premières noces puis, en secondes, Jean II de Montmirail. À la mort de Thibaud VI, elle reçoit le comté de Chartres, qu'elle transmet ensuite à sa fille Mahaut d'Amboise qui, faute de descendant, le transmettra à leur cousin Jean Ier de Blois-Châtillon qui finit par réunir Blois et Chartres. |

La branche cadette des comtes de Blois s'éteint donc en l'an 1230 avec Marguerite.

#### Branches de Blois-Châtillon (1230–1397) et Blois-Penthièvre (1340–1481)
Marguerite et Gautier II ont néanmoins une fille, Marie d'Avesnes, qui épouse Hugues Ier de Châtillon, alors comte de Saint-Pol. La maison de Blois devient avec Marie la maison d'Avesnes puis, à sa mort en 1241, la maison de Blois-Châtillon, puisque leur fils, Jean Ier de Blois-Châtillon, hérite du comté de Blois et devient ainsi l'auteur de la deuxième lignée de comtes blésois, au pouvoir jusqu'en 1397, date de la mort de Guy II de Blois-Châtillon qui, n'ayant plus de descendance directe, cède ses terres à la maison d'Orléans, rattachant de fait le comté de Blois au domaine de la Couronne.
| Portrait | Nom                                                              | Règne       | Titres                                                                                    | Notes |
| -------- | ---------------------------------------------------------------- | ----------- | ----------------------------------------------------------------------------------------- | --- |
|          | Marie d'Avesnes (vers 1200 – † 1241)                             | 1230 – 1241 | Comtesse de Blois Comtesse de Châteaudun Dame d'Avesnes Dame de Bohain Dame de Guise      | Fille de Marguerite et de Gautier II d'Avesnes, elle hérita de l'intégralité des domaines de ses parents et devint ainsi comtesse de Blois et de Châteaudun, dame d'Avesnes, de Bohain et de Guise. |
|          | Jean Ier de Blois-Châtillon († 1279)                             | 1241 – 1279 | Comte de Blois Comte de Chartres Comte de Châteaudun Seigneur d'Avesnes Seigneur de Guise | Fils de Marie d'Avesnes et du comte Hugues Ier de Châtillon. Il fut comte de Blois, puis de Dunois et de Chartres, et seigneur d'Avesnes et de Guise. |
|          | Jeanne de Blois-Châtillon (vers 1253 – 29 janvier 1292)          | 1279 – 1292 | Comtesse de Blois Comtesse de Chartres Comtesse de Châteaudun Dame de Guise               | Fille de Jean Ier de Blois-Châtillon et d'Alix de Bretagne, elle vendit le domaine de Chartres à Philippe le Bel, puis mourut sans descendance. Elle léga le comté de Blois à son cousin Hugues. |
|          | Guy V de Châtillon ou Guy III de Saint-Pol (après 1226 – † 1289) |             |                                                                                           | |
|          | Guy IV de Saint-Pol (après 1254 – † 1317)                        |             |                                                                                           | |
|          | Jacques Ier de Châtillon († 1302)                                |             |                                                                                           | |
|          | Hugues II de Châtillon (9 avril 1258 – † 1307)                   | 1292 – 1307 | Comte de St-Pol (1289-1292) Comte de Blois (1292-1307)                                    | Petit-fils de Marie d'Avesnes et du comte Hugues Ier de Châtillon par son père Guy III, il renonça au comté de Saint-Pol lorsqu'il reçut le comté de Blois en 1292. |
|          | Guy Ier de Blois-Châtillon (1298 – † 1342)                       | 1307 – 1342 | Comte de Blois Seigneur de Fréteval Seigneur de Château-Renault                           | Fils d'Hugues II et de Béatrice de Dampierre, il participa aux débuts de la Guerre de Cent Ans, qui éclate en 1337, aux côtés de son beau-frère, le roi Philippe VI de Valois. |
|          | Louis Ier de Blois-Châtillon (1320 – † 1346)                     | 1342 – 1346 | Comte de Blois Seigneur de Fréteval                                                       | Fils de Guy Ier et de Marguerite de Valois, il hérita du comté de Blois et du Dunois, mais fut tué lors de la bataille de Crécy. |
|          | Louis II de Blois-Châtillon (avant 1340 – † 1372)                | 1346 – 1372 | Comte de Blois Comte de Soissons Seigneur de Fréteval                                     | Devenu comte alors qu'il était encore mineur, la régence du domaine est assurée par sa mère Jeanne de Beaumont. Il meurt sans descendance et transmet par testament les comtés de Blois et d'Avesnes à son frère Jean. |
|          | Jean II de Blois-Châtillon (1340 – † 1381)                       | 1372 – 1381 | Comte de Blois Comte de Soissons Seigneur de Fréteval                                     | Frère du précédent. Meurt sans descendance pendant la guerre de Succession de Gueldre. |
|          | Guy II de Blois-Châtillon (1346 – 22 décembre 1397)              | 1381 – 1397 | Comte de Blois Seigneur de Fréteval                                                       | Frère du précédent, il hérite des possessions de Jean II ainsi que toutes celles de la famille, à savoir les comtés de Blois, du Dunois, de Soissons et d'Avesnes. En 1360, il fut fait prisonnier des Anglais à la suite du traité de Brétigny, et sa libération lui coûte le Soissonnais. Il épouse sa cousine Marie de Namur en 1374, avec qui il eut un fils, Louis III, qui mourut prématurément en 1391. Guy céda alors ses possessions à Louis Ier d'Orléans aux dépens de ses héritiers (alors que par les femmes, la descendance des Blois-Châtillon est considérable). De 1391 à sa mort, il resta le seigneur usufruitier du comté de Blois. |

Même si Guy II de Blois-Châtillon meurt sans descendance et est le dernier thibaldien à posséder un titre comtal dans le Blésois, son oncle Charles de Blois, prétendant au trône de Bretagne, fondera la maison de Blois-Penthièvre en se mariant avec la comtesse Jeanne de Penthièvre, de la branche bretonne de la maison capétienne de Dreux.
| Portrait | Nom                                                | Règne       | Titres                                                    | Notes |
| -------- | -------------------------------------------------- | ----------- | --------------------------------------------------------- | ----- |
|          | Charles de Blois (1319 – † 1364)                   | 1337 – 1364 | Comte consort de Penthièvre                               |       |
|          | Jean Ier de Châtillon (1340 – † 1404)              | 1384 – 1404 | Comte de Penthièvre                                       |       |
|          | Olivier de Blois (1387 – † 1433)                   | 1404 – 1433 | Comte de Penthièvre vicomte de Limoges seigneur d'Avesnes |       |
|          | Jean de L'Aigle (1393 – † 1454)                    | 1433 – 1454 | Comte de Penthièvre vicomte de Limoges Comte de Périgord  |       |
|          | Guillaume de Châtillon-Blois (avant 1420 – † 1455) | 1454 – 1455 | Comte de Penthièvre vicomte de Limoges                    |       |
|          | Françoise de Châtillon (1452 – † 1481)             |             |                                                           |       |

Par leur fils Jean II d'Albret avec son mariage avec la reine Catherine de Navarre, la branche de Blois-Penthièvre rejoint la branche principale de la maison (celle de Champagne), et donnera les dernières dynasties des rois de Navarre, mais aussi de France avec l’avènement des Bourbons avec leur descendant Henri III de Navarre et IV de France, qui absorberont la maison des Habsbourg tant en France qu’en Espagne.

### Branche des vicomtes de Blois (v. 980 – v. 1130)
À mesure que les comtes contrôlent en même temps les comtés de Blois et de Champagne, ils vont déléguer l’administration du pays blésois à des vicomtes. Ainsi, les quelques descendants connus du vicomte Robert sont descendants du comte Eudes Ier.

### Branche de Troyes-Aumale (v. 1030–1214)
La branche thibaldienne d'Aumale désigne les quelques descendants issus du comte Eudes II de Troyes, petit-fils d'Eudes II de Blois, alors qu'il hérita des terres d'Aumale par son épouse Adélaïde de Normandie, sœur ou demi-sœur de Guillaume le Conquérant.

### Branche d'Angleterre-Boulogne (1135–1182)
L’intérêt des Thibaldiens pour l’Angleterre fut d’abord alimenté par celui envers les ducs de Normandie. Après l’affaire du conflit d’intérêt lié au mariage craint par le roi Henri Ier entre Guillaume le Conquérant et Mathilde de Flandre (une des nièces du roi des Francs), le roi d’Angleterre et le comte Thibaud III de Blois s’accordent à marier leurs enfants.
L’union de la normande Adèle au blésois Étienne II donna plusieurs enfants, dont :
- Thibaud IV de Blois (avant 1092–1152), comte de Blois, de Châteaudun, de Chartres et de Champagne  ;
- Mathilde de Blois (morte en 1120), mariée en 1115 à Richard d'Avranches, 2e comte de Chester. Ils meurent lors du naufrage de la Blanche-Nef en 1120 ;
- Étienne de Blois (v. 1092[24]–1154), comte de Mortain, revendiquera ses droits de succession sur la couronne d’Angleterre à la mort de son oncle Henri Ier en 1135 ;
- Henri de Blois (v. 1096[40]–1171), abbé de Glastonbury puis évêque de Winchester grâce au roi Henri Ier.

| Portrait | Nom                                                              | Règne       | Titres                                                               | Notes |
| -------- | ---------------------------------------------------------------- | ----------- | -------------------------------------------------------------------- | --- |
|          | Étienne de Blois ou Étienne d'Angleterre (vers 1092/1096 – 1154) | 1135 – 1154 | Roi d'Angleterre Duc de Normandie Comte de Boulogne Comte de Mortain | Étienne, fils du comte Étienne II et de la princesse Adèle de Normandie (car fille de Guillaume le Conquérant), fut pourvu du comté de Mortain, en Normandie, par son oncle Henri Ier, devenu roi d'Angleterre et duc de Normandie à la suite de la mort de Guillaume en 1087. À sa mort en 1135, Étienne prit le trône aux dépens de Mathilde l'Emperesse, l’héritière légitime puisque fille du défunt roi, et devint Étienne d’Angleterre, où il se fera appeler “Stephen”. Une guerre civile éclata dans les années 1140 autour de Mathilde d’un côté et d’Étienne de l’autre, jusqu’à la signature du traité de Wallingford en 1153. Le blésois conserva alors le trône jusqu’à sa mort, l’année suivante, mais la couronne fut transmise au fils de Mathilde, Henri II d’Angleterre. En fin de compte, ce-dernier se mariera avec Aliénor d'Aquitaine, elle-même descendante de Thibaud l’Ancien (voir ci-dessous). |

Bien qu'écartés de la couronne anglaise, le roi Étienne a néanmoins eu des descendants, notamment par les femmes grâce à sa fille Marie de Boulogne.
| Portrait | Nom                                        | Règne       | Titres                                   | Notes |
| -------- | ------------------------------------------ | ----------- | ---------------------------------------- | ----- |
|          | Eustache IV de Boulogne (vers 1129 – 1153) | 1146 – 1153 | Comte de Boulogne Comte de Mortain       |       |
|          | Guillaume de Boulogne (vers 1135 – 1159)   | 1153 – 1159 | Comte de Boulogne Comte de Mortain       |       |
|          | Marie de Boulogne (1136 – 1182)            | 1159 – 1170 | Comtesse de Boulogne Comtesse de Mortain |       |

### Maison de Champlitte (v. 1125–v. 1500)
Cette famille est une dynastie dite "bâtarde". Eudes de Champlitte est le fils de Hugues Ier de Champagne, comte de Troyes et fils de Thibaud III de Blois. Déshérité et renié, Eudes fut pourvu de la seigneurie de Champlitte, par son oncle Renaud III de Bourgogne. Son fils Guillaume devint prince de Morée. La descendance d'Eudes s'éteignit au XVIIe siècle.

### Branche de Sully (1105–1409)
Le comte Étienne II de Blois décède lors de la Bataille de Ramla en 1102, mais son fils Guillaume est déshérité par sa mère Adèle de Normandie à cause de problèmes mentaux au profit de son frère puîné Thibaut IV de Blois. Guillaume ne possède ainsi que Sully par son mariage, et devient la souche des seigneurs de Sully, branche aînée et spoliée de la branche principale de Blois-Champagne.

### Maison de Sancerre (1152–1419)
À la mort de Thibaut IV de Blois en 1152, ses possessions furent partagées entre ses fils. Étienne son cadet reçut la seigneurie de Sancerre élevée en comté. Le comté de Sancerre était inféodé au comtés de Blois et de Champagne. Sa descendance porta le titre de comte de Sancerre jusqu'en 1419, année de la mort de la comtesse Marguerite de Sancerre.

### Autres descendants de Thibaud le Tricheur

#### Lignées ducales (Montmorency, Aquitaine, Bretagne, Plantagenêt)
Au fil des siècles, les descendants de Thibaud Ier de Blois sont parvenus à intégrer la plupart des familles nobles d’Europe occidentale.
Jusqu’au XIe siècle, les Thibaldiens marient leurs filles à des héritiers d’autres ducs, en particulier avec les maisons de Montmorency, de Bretagne et de Poitiers-Aquitaine (qui elle-même donnera lieu à de nombreuses illustres maisons mais aussi l’accession aux trônes de France, d’Angleterre, d’Espagne et du Portugal via Aliénor d'Aquitaine).

#### Lignées royales (Bourbons, Capétiens)
Dès lors que les Thibaldiens prennent le contrôle de la Champagne, à partir de Thibaut le Grand en 1102, la maison de Blois sera à l’origine de nombreux monarques. Au XIIe siècle, les nombreux mariages princiers témoignent du gain d’influence de la dynastise blésoise, notamment grâce à leur implication dans la Première croisade, en Champagne, en Bretagne ainsi qu’en Normandie. Hormis les membres du clergé (Guillaume aux Blanches Mains et Marguerite de Champagne), les comtes Henri Ier de Champagne et Thibaud V de Blois eurent ainsi comme frères et sœurs :
| Portrait | Nom                                     | Règne             | Titres (par mariage)                                                         | Notes |
| -------- | --------------------------------------- | ----------------- | ---------------------------------------------------------------------------- | --- |
|          | Marie de Blois (1128 – 1190)            | 1143 – 1162       | Duchesse de Bourgone (avec Eudes II)                                         | |
|          | Isabelle de Blois (v. 1130 – v. 1180)   | 1143 – 1148       | Duchesse d'Apulie (avec Roger III) Dame de Montmirail (avec Guillaume Gouët) | |
|          | Mathilde de Blois-Champagne († v. 1184) | v. 1144 – v. 1184 | Comtesse du Perche (avec Rotrou IV)                                          | |
|          | Agnès de Champagne (1138 – 1207)        | 1155 – 1170       | Comtesse de Bar Dame de Mousson (avec Renaud II)                             | |
|          | Adèle de Champagne (vers 1140 – 1206)   | 1160 – 1180       | Reine des Francs (avec Louis VII)                                            | Neuvième enfant et cinquième fille de Thibaut IV de Blois, elle devient en 1160 la troisième épouse du roi Louis VII, tandis que ce-dernier offre la main des filles, Marie et Alix, nées de son premier lit avec Aliénor d'Aquitaine, alors devenue reine d'Angleterre depuis 1154 à la suite de la résignation du roi Étienne. Adèle intègre ainsi la cour royale des Capétiens alors que la famille rivale d'Anjou met la main sur l'Angleterre, la Normandie et l'Aquitaine. En tant que représentante thibaldienne, elle favorisa sa famille au sein du royaume au moins jusqu'au couronnement de son fils, le futur Philippe II Auguste, en 1179. Adèle perd son influence royale à la mort de son époux l'année suivante. |

En se mariant avec le roi Louis VII le Jeune à qui elle offre le seul prince héritier, Adèle de Champagne est ancêtre de tous les rois de France depuis Philippe II Auguste, incluant également les ducs Louis Ier, Charles et Louis II d'Orléans (plus tard Louis XII de France), porteurs du titre de comte de Blois après la vente des terres par Guy II de Blois-Châtillon.

### Autres thibaldiens notables

#### Grands Officiers de la Couronne
Officiers supérieurs français issus de la maison de Champagne :
- Roger Ier de Blois, nommé chancelier de France par Hugues Capet,
- Thibaut V de Blois, nommé sénéchal de France par Louis VII[Note 1],
- Étienne II de Sancerre, nommé grand bouteiller de France sous Louis IX,
- Jean Ier de Châtillon, nommé grand maître de France sous Jean II,
- Louis de Sancerre, nommé maréchal et connétable de France sous Charles VI.

#### Croisés
Nombre de Thibaldiens ont également participé aux croisades, dont :
- lors de la Première croisade (1095–1099) :
  - Étienne II de Blois (†  1102) ;
- lors de la Troisième croisade (1189–1192) :
  - Thibaut V de Blois (†  1191),
  - Henri II de Champagne (†  1197) ;
- lors de la Quatrième croisade (1202–1204) :
  - Louis de Blois († 1205) ;
- lors de la Huitième croisade (1270) :
  - Thibaut II de Navarre (†  1270).

#### Membres du clergé
Au Moyen Âge, si les fils aînés étaient généralement destinés à hériter des titres de noblesse, les plus jeunes étaient souvent engagés dans la religion.
Ainsi, de nombreux Thibaldiens ont pu occuper des fonctions importantes au sein du clergé :
- Richard († 969), fils de Thibaud l'Ancien, fut archevêque de Bourges à partir de 955,
- Hugues († 995), fils de Thibaud le Tricheur, succéda à son oncle Richard à Bourges jusqu'en 985,
- Philippe de Champagne († 1100), fils de Thibaud III de Blois, fut évêque de Châlons de 1093 jusqu'à sa mort,
- Henri († 1171), fils d'Étienne II et d'Adèle de Normandie, fut évêque de Winchester à partir de 1129,
- Guillaume aux Blanches Mains (1135 – † 1202), fils de Thibaut IV de Blois, fut archevêque de Sens (1169-1176), puis de Reims (1176-1202), ainsi que le premier pair ecclésiastique de Reims (l'un des 6 primitifs) à partir de l'an 1200,
- Thibaud de Sancerre (c. 1280–c. 1334), fils de Jean Ier de Sancerre, évêque de Tournai et archidiacre de Bourges.

La maison de Blois-Champagne a également compté deux saints catholiques parmi ses membres :
- Thibaut de Provins (1033–1066), canonisé en 1073,
- Charles de Blois (1319–1364), canonisé en 1376 et béatifié en 1904.

## Armoiries
Les armes traditionnelles de Blois-Champagne sont apparues vers 1150. Selon Michel Pastoureau, la couleur bleue est une couleur vive qui fait allusion au comté de Blois, à une époque où « bleu » se disait « bloi » (issu du bas-latin blavus), alors homonyme de la cité blésoise,.
| Image | Armoiries |
| ----- | --- |
|       | Armes des vicomtes Thibaud l'Ancien et Thibaud le Tricheur D'azur à la bande d'argent. - Cimier : - Couronne - Devise : - Cri de guerre : |
|       | Armes de la maison de Blois D'azur à la bande d'argent, accompagnée de deux cotices d'or. - Cimier : - Couronne - Devise : - Cri de guerre : |
|       | Armes de la maison de Blois-Champagne D'azur à la bande d'argent, accompagnée de deux doubles cotices potencées et contre-potencées d'or. - Cimier : - Couronne - Devise : Passe avant le meilleur. - Cri de guerre : |
|       | Armes des Rois de Navarre Mi-parti : de gueules aux chaînes d'or posées en orle, en croix et en sautoir, chargées en cœur d'une émeraude au naturel ; et d'azur à la bande d'argent côtoyée de deux doubles cotices potencées et contre-potencées d'or. - Cimier : - Couronne - Devise : - Cri de guerre :                                                         |
|       | Armes de la maison de Sancerre D'azur, à la bande d'argent, cotoyée de deux doubles cotices d'or, potencées et contre-potencées, au lambel de gueules brochant sur le tout. - Cimier : Une tête de vieillard barbu, couronné d'argent, sommé d'une plume du même. - Couronne d'argent. - Devise : Passe avant le meilleur. - Cri de guerre : Notre Dame Sancerre ! |
|       | Armes de la maison de Blois-Châtillon De gueules à trois pals de vair, au chef d'or chargé d'un lambel d'azur. - Cimier : - Couronne - Devise : - Cri de guerre : |
|       | Armes de la maison de Sully - Cimier : - Couronne - Devise : - Cri de guerre : |
|       | Armes du roi Étienne d'Angleterre De gueules au sagittaire d'or. - Cimier : - Couronne - Devise : - Cri de guerre : |
|       | Armes de la maison de Champlitte De gueules au lion d'or, couronné de même, armé et lampassé d'azur. - Cimier : - Couronne - Devise : - Cri de guerre : |

## Héritage laissé par les Thibaldiens

### Patrimoine architectural
- Palais des comtes de Champagne, à Provins,
- Salle des États du château de Blois,
- Château de Saumur, dont les fondations furent construites pour le compte de Thibaud le Tricheur,
- Château de Châteaudun, dont les fondations furent construites pour le compte de Thibaud le Tricheur,
- Forteresse royale de Chinon, dont les fondations furent construites pour le compte de Thibaud le Tricheur à partir de 954[46],
- Forteresse de Montfrault, dont les fondations furent construites pour le compte de Thibaud le Tricheur,
- Château de Bury, dont les fondations furent construites pour le compte de Thibaud le Tricheur,
- Château comtal de Chartres (détruit),
- Château des Comtes de Champagne et de Brie, à Meaux (détruit en 1890),
- Pont d'Eudes, à Tours, dont la construction est décidée en 1034 par le comte Eudes II, avec l'accord du Roi de France Henri Ier[47] et achevée en 1037[48],
- Abbaye de Marmoutier,
- Abbaye de Maillezais, construite sous l'impulsion de la duchesse Emma de Blois vers 976,
- Abbaye de Bourgueil, construite sous l'impulsion de la duchesse Emma en 990,
- Couvent des Jacobins de Blois, commandé par le comte Jean Ier de Blois-Châtillon en 1273,
- Pont médiéval de Blois,
- Château des Montils,
- Abbaye de la Guiche,
- Église Saint-Charles-de-Blois d'Auray,
- Fuero General de Navarre.

### Patrimoine culturel
- Foires de Champagne